# Lorenzo Montero

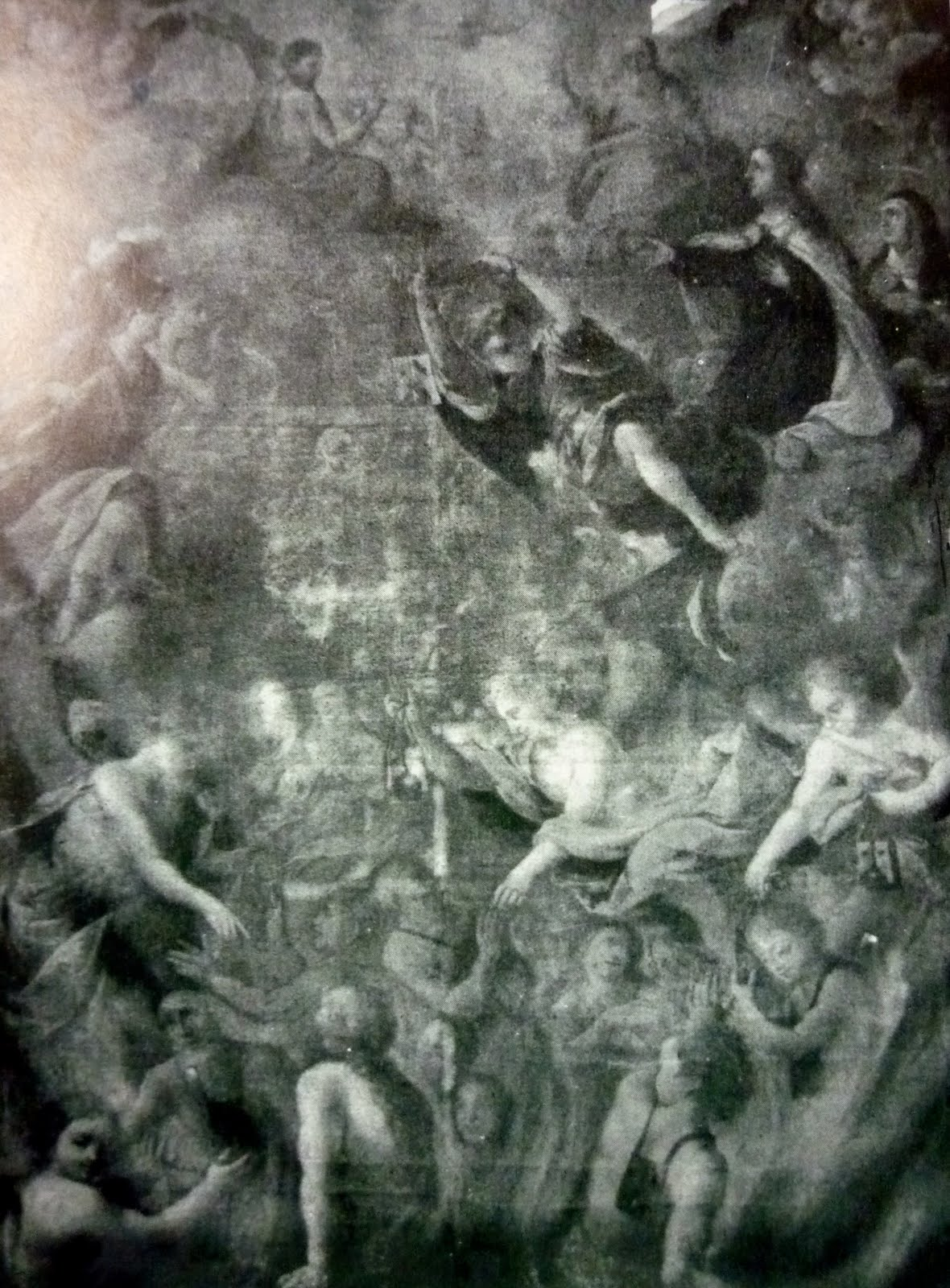
La Virgen del Carmen y las ánimas del Purgatorio, lienzo de altar de la capilla de las Ánimas, iglesia del Carmen, Corella, Navarra.

Lorenzo Montero de Espinosa (Sevilla, 1656-Madrid, 1710) fue un pintor barroco español, especializado en la pintura al temple de arquitecturas, flores y paisajes para decorados teatrales. 
Natural de Sevilla, según Antonio Palomino, se estableció en Madrid donde en 1680 contrajo matrimonio en la iglesia de San Luis con Juliana Bernarda de la Torre González, con quien se veló en la parroquia de San Sebastián en 1696. En ella fue bautizada la tercera de sus hijas, Dionisia, en 1685, y a su muerte, el 10 de septiembre de 1710, habiendo testado en favor de sus hijos, fue enterrado en sepultura propia.
En la corte destacó como pintor al temple de los decorados y telones para las comedias que se representaban en el Real Coliseo del Buen Retiro, así como en la pintura de jeroglíficos para funerales y entradas reales. Dedicado primordialmente a la pintura de flores y arboledas, lo que hacía con suma facilidad, no dudaba en recurrir a la ayuda de otros pintores cuando se le ofrecían obras de mayor dificultad, lo que Palomino afirmaba elogiosamente, para destacar la modestia de su carácter y distinguirlo de tantos otros pintores ignorantes que «no atendiendo a su crédito, ni a su conciencia, a todo embisten, y salga lo que saliere».
También, según informaba Palomino, en San Jerónimo el Real pintó una de las capillas de los pies de la nave, que Antonio Ponz decía era la tercera del lado de la Epístola, dedicada a Santa Marta y conocida también por el nombre de su fundador, el italiano Torrello Castiglioglio, en cuya bóveda y paredes había «asuntos de devoción pintados por Lorenzo Montero», posiblemente el Via Crucis al fresco hallado durante las labores de restauración del templo completadas en 2011.
Ceán Bermúdez, quien consideraba las pinturas de la capilla de Santa Marta del mismo género que las pinturas al temple de los decorados teatrales, añadía que «no fue tan feliz al óleo», aunque hacía retratos con buen parecido, de lo que era ejemplo el de Felipe V pintado en 1701 para la hospedería que los monjes de El Paular tenían en la calle de Alcalá de Madrid. En pintura al óleo se conserva firmado un lienzo de las Ánimas del Purgatorio en su capilla del convento de los Carmelitas descalzos de Corella.